# Estádio Único de Villa Mercedes
O Estádio Único de Villa Mercedes, também conhecido como La Pedrera, é um estádio multi-uso localizado na cidade de Villa Mercedes, na província de San Luis, Argentina . Inaugurado em 8 de julho de 2017, a praça esportiva possui capacidade para 28 mil torcedores.